# Västergötlands runinskrifter 40
Vg 40 är en vikingatida runsten av granit i Råda kyrka, Råda socken och Lidköpings kommun.
Runsten (Vg 40) i gnejs (enligt Västergötlands runinskrifter är materialet mörk granit), 2 m lång, 1 m bred (hög i nuläget) vid basen och 0,6 m i toppen, 0,35 m tjock. Runhöjd 8-13 cm. Inmurad liggande i kyrkväggen. Basen nu mot S. Runsidan är slät och vetter mot V. Uppmålad 1979.

## Inskriften
Translitterering av runraden:
+ þurkil ÷ sati + stin + þasi + itiʀ + kuna + sun · sin + iʀ · uarþ + tuþr + i uristu + iʀ · bþiþus + kunukaʀ ×
Normalisering till runsvenska:
Þorkell satti stæin þannsi æftiʀ Gunna, sun sinn. Eʀ varð dauðr i orrustu, eʀ barðus kunungaʀ.
Översättning till nusvenska:
Torkel satte denna sten efter sin son Gunne. Han stupade i striden, då konungarna kämpade.
Vilket slag som omtalas är ovisst men enligt Västergötlands runinskrifter kan det röra sig om slaget vid Svolder kring år 1000 eller slaget vid Helgå 1025.